# Biệt điện Trần Lệ Xuân

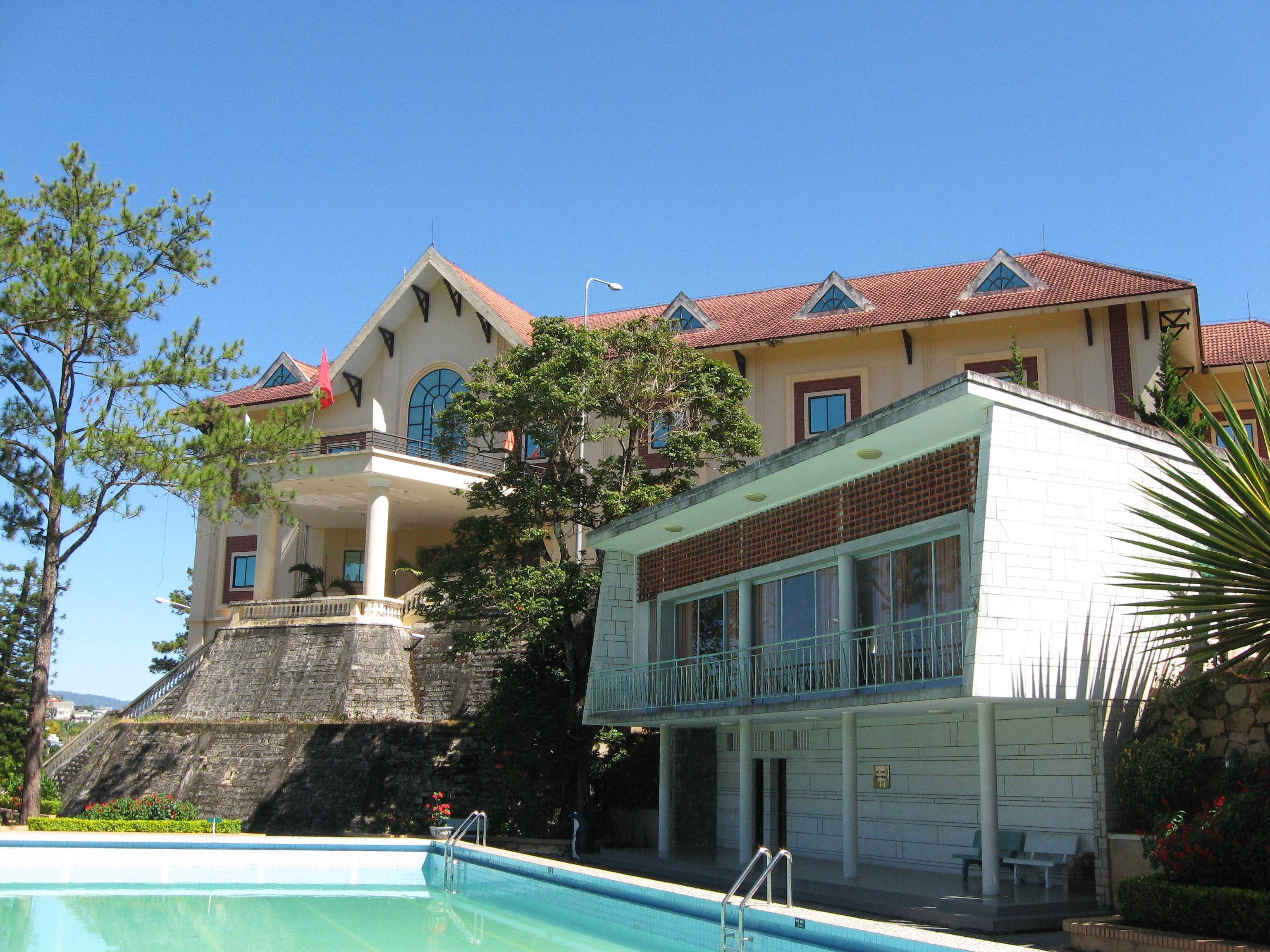
Biệt điện Trần Lệ Xuân

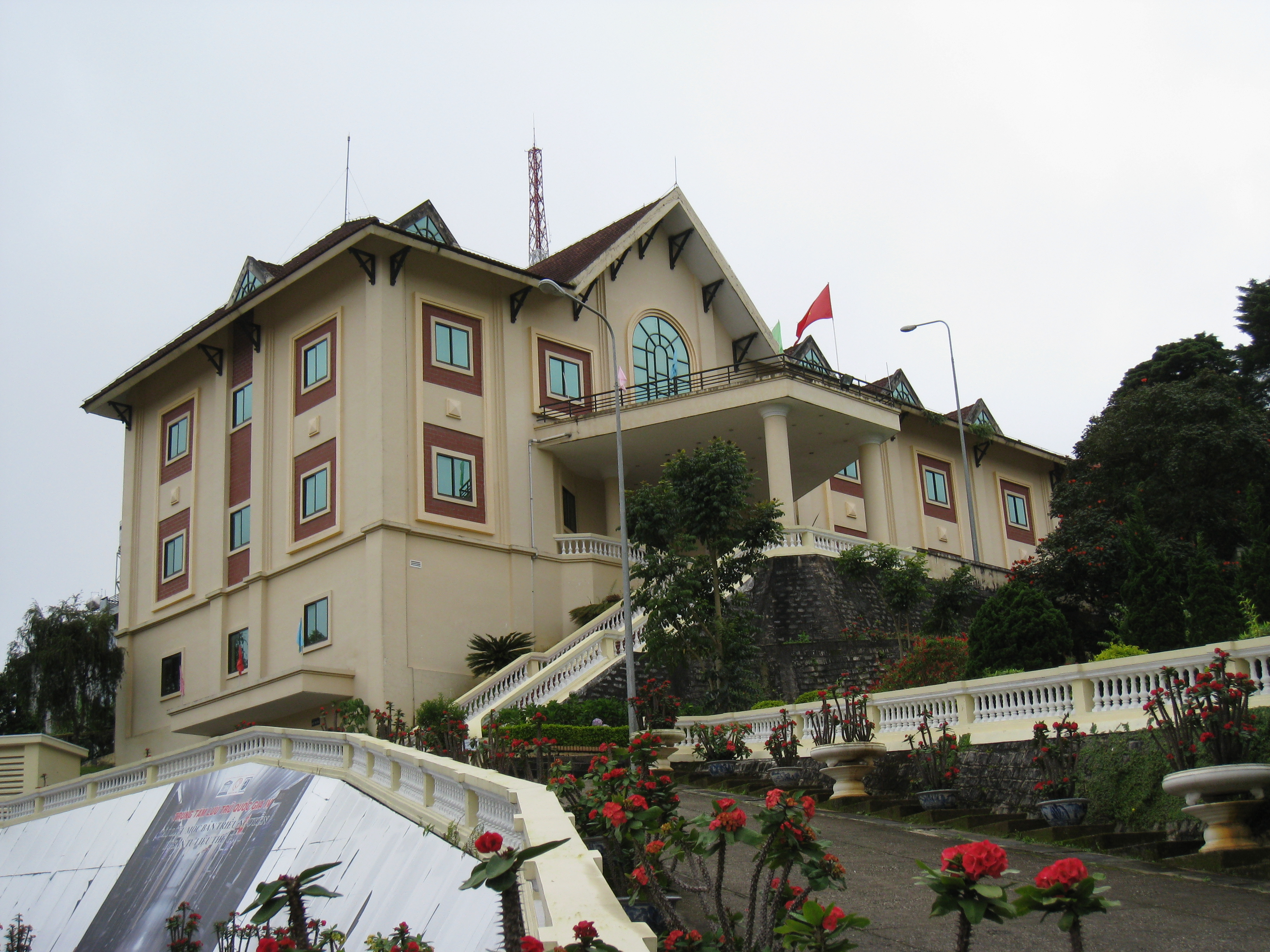
Biệt điện Trần Lệ Xuân

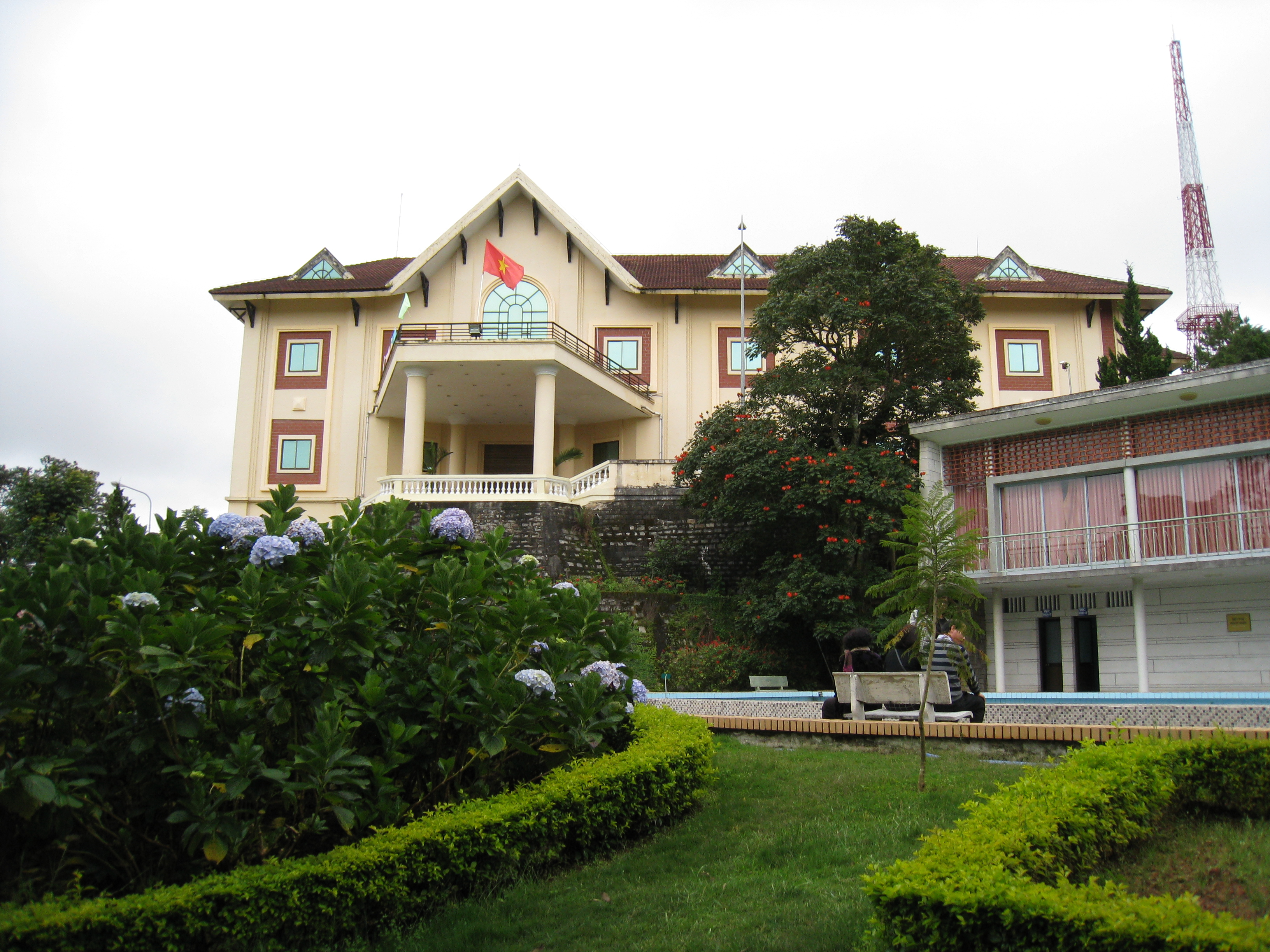
Biệt điện Trần Lệ Xuân

Biệt điện Trần Lệ Xuân là một quần thể gồm ba biệt thự nằm ở số 2 đường Yết Kiêu, thành phố Đà Lạt, tỉnh Lâm Đồng, Việt Nam .
Vào thời kỳ Đệ Nhất Cộng hòa Việt Nam, công trình này là nơi nghỉ của gia đình Trần Lệ Xuân, Ngô Đình Nhu. Sau khi Ngô Đình Nhu và anh trai là Tổng thống Ngô Đình Diệm bị ám sát, Trần Lệ Xuân sống lưu vong, công trình này trở thành địa điểm du lịch. Sau đó, khu biệt thự được dùng làm Bảo tàng Sắc tộc Tây Nguyên và ngày nay trở thành Trung tâm Lưu trữ quốc gia IV, nơi lưu giữ Mộc bản triều Nguyễn.
Biệt điện Trần Lệ Xuân gồm ba biệt thự:
- Biệt thự Bạch Ngọc: nơi giải trí của gia đình Trần Lệ Xuân và sĩ quan cao cấp thời kỳ Đệ Nhất Cộng hòa.[3]
- Biệt thự Hồng Ngọc: Trần Lệ Xuân xây dựng dự định dành cho cha của mình, ông Trần Văn Chương.[2]
- Biệt thự Lam Ngọc: nơi nghỉ cuối tuần của riêng gia đình Trần Lệ Xuân.[3]

Toàn bộ khuôn viên khu biệt thự rộng trên 13 ngàn mét vuông. Biệt thự Bạch Ngọc được trang bị hồ bơi nước nóng. Phía sau biệt thự Lam Ngọc là vườn hoa Nhật Bản. Biệt thự Lam Ngọc còn có đường hầm thoát hiểm và hầm trú ẩn.
Sau một thời gian trùng tu, Biệt điện Trần Lệ Xuân tiếp tục tái hoạt động trở lại vào năm 2008.